# Udo I. von der Wetterau
Udo I. von der Wetterau (* um 895 oder 900; † 949, wohl am 12. Dezember, begraben im Stift Wetzlar), stammte aus der Familie der Konradiner und war spätestens ab 917 Graf im Oberrheingau und 914 Graf der Wetterau sowie Herzog im Elsass. Er war ein Sohn des Herzogs Gebhard II. von Lothringen und damit Bruder des Herzogs Hermann I. von Schwaben und Vetter von König Konrad I. des Ostfrankenreichs.

## Leben

### Herkunft und Erbe
Udo war nach dem Tod seines Vaters im Jahr 910 noch ein Kind, wodurch man seine Geburt um 900 oder frühestens 895 ansetzen kann. Sein Vater Gebhard war mit der Ezzonin Hidda (Ida) vermählt, die demnach Udos Mutter gewesen sein könnte. Udo erbte nach dem Tod seines Vaters die Grafschaft der Wetterau, als dessen Graf er erstmals 914 erwähnt wird, sowie die Grafschaft im Oberrheingau. Sein Bruder Hermann I. von Schwaben hingegen erbte den Engersgau, als dessen Graf er auf Burg Humbach (heute Montabaur) erstmals auftritt. Hermann war außerdem im Oberlahngau reich begütert.
Im Jahr 918 wird ein Graf Otto im Lahngau erwähnt, der in der älteren Literatur oft mit Udo gleichgesetzt wurde. Hier handelt es sich aber um eine Verwechslung mit dem Bruder des Herzogs Eberhard von Franken, der auch Graf im Oberlahngau war. Udos erstgeborener Sohn Gebhard fiel nach einer Überlieferung von Widukind von Corvey bereits im Jahr 938 in einem Kampf vor Belecke.

### Aufstieg
In der Schlacht bei Andernach am 2. Oktober 939 waren es Udo und sein Vetter Konrad Kurzbold, Graf im Niederlahngau, welche die beiden im Aufstand gegen den König und späteren Kaiser Otto I. befindlichen Herzöge Eberhard von Franken und Giselbert von Lothringen besiegten. Obwohl beide Konradiner und Vettern Eberhards waren, standen sie auf Ottos Seite. Sie waren den marodierenden Rebellen mit einer kleinen Streitmacht gefolgt, griffen aber erst an, als der Großteil der Gegner bereits über den Rhein gesetzt hatte, die beiden Anführer aber noch nicht. Eberhard fiel im Kampf, und Giselbert ertrank im Rhein bei dem Versuch, zur anderen Seite zu entkommen. Laut Thietmar von Merseburg soll Udo eigenhändig Eberhard erschlagen haben. Der Aufstand gegen Otto I. brach damit zusammen.
Udo erbte die Allodien seines Vetters Eberhard im Oberlahngau, nicht jedoch dessen Herzogswürde. König Otto dankte ihm außerdem für seine Loyalität, indem er Udo die Erlaubnis erteilte, seine Lehen und Grafschaften unter seine Söhne zu teilen, als ob es erbliche Eigengüter gewesen seien. 949 beerbte Udo schließlich auch seinen Vetter Konrad Kurzbold, womit er den gesamten Lahngau vereinigte. Kurz darauf starb Udo noch im selben Jahr, wobei wie schon zuvor festgelegt seine Söhne das Erbe ihres Vaters teilten. Udo wurde in dem von ihm im Jahr 914/915 gestifteten Kloster St. Maria in Wetzlar begraben.

### Familie
Udo heiratete um 915 eine namentlich unbekannte Tochter des Grafen Heribert I. von Vermandois, die auch Cunigunde oder Adela († 943) genannt wird. Udos und Cunigundes Kinder waren:
- Gebhard (* um 918; † 938 gefallen vor Belecke)
- Konrad I. (* um 920; † 997), Graf im Rheingau, Herzog im Elsass, Herzog von Schwaben (Mögliche Vaterschaft, vielleicht nur ein Enkel)
- Udo II. (* um 925; † 19. Juli 982 in Kalabrien bei Cotrone), 949–982 Graf in der Wetterau
- Judith (* um 925; † 16. Oktober wohl 973), ⚭ 959 Heinrich, genannt der Kahle († 11. Mai 976), 967–976 Graf von Stade, Graf im Heilangau (Udonen)
- Heribert (* um 930; † 992), Pfalzgraf, Graf im Kinziggau, im Engersgau, von Gleiberg und im Lahngau, 982–992 Graf der Wetterau, ⚭ Irmtrud (* etwa 956; † 1020), Tochter von Megingoz von Geldern

Zuordnung fraglich: Udo IV. von Straßburg und Hugo, 977 Graf im Einrichgau.
Thietmar von Merseburg, der ein Enkel von Udos Tochter Judith war, bezeugt, dass die auftauchenden Konradiner Grafen Udo, Heribert und Konrad Brüder von Judith waren. Diese Geschwister werden als Nachkommen Udos identifiziert. Der Historiker Josef Heinzelmann macht aber auch wahrscheinlich, dass die drei Brüder und ihre Schwester Judith nicht unbedingt Kinder von Udo, sondern dessen Enkel gewesen sein könnten. Udos Sohn Konrad, der offenbar seinen Vater als Graf im Rheingau beerbte, wird zunehmend mit Kuno von Öhningen gleichgesetzt, der später Herzog von Schwaben wurde.

### Erbteilung
Konrad erbte den Rheingau und wurde der neue Herzog im Elsass, Udo II. erbte die Wetterau und Heribert erbte mit Burg Gleiberg den Lahngau sowie den Kinziggau, der ein Untergau des Maingaues war. Heribert erbte außerdem von seinem Onkel Hermann I. von Schwaben den Engersgau. Udo II. von der Wetterau war scheinbar kinderlos, da Heribert später ebenfalls als Graf der Wetterau auftaucht.

## Abstammung
| Ahnentafel von Gebhard von Lothringen | Ahnentafel von Gebhard von Lothringen                                           | Ahnentafel von Gebhard von Lothringen                                              | Ahnentafel von Gebhard von Lothringen                                                       | Ahnentafel von Gebhard von Lothringen                                                       | Ahnentafel von Gebhard von Lothringen | Ahnentafel von Gebhard von Lothringen |
| ------------------------------------- | ------------------------------------------------------------------------------- | ---------------------------------------------------------------------------------- | ------------------------------------------------------------------------------------------- | ------------------------------------------------------------------------------------------- | ------------------------------------- | ------------------------------------- |
| Urgroßeltern                          | Gebhard im Lahngau (* um 815; † nach 879) ⚭ N.N. im Nordgau                     | Konrad I. von Auxerre († 21. September nach 862) ⚭ Adelheid von Tours († nach 866) | N.N. ⚭ N.N.                                                                                 | Konrad II. von Transjuranien († vor 872) ⚭ Waldrada von Worms                               |                                       |                                       |
| Großeltern                            | Udo II. im Lahngau (* um 835; † nach 879) ⚭ Judith von Auxerre (* um 835)       | Udo II. im Lahngau (* um 835; † nach 879) ⚭ Judith von Auxerre (* um 835)          | Erenfried I. von Bliesgau (* um 850; † nach 904) ⚭ Adelgunde von Transjuranien († nach 902) | Erenfried I. von Bliesgau (* um 850; † nach 904) ⚭ Adelgunde von Transjuranien († nach 902) |                                       |                                       |
| Eltern                                | Gebhard von Lothringen (* um 865; † 22. Juni 910) ⚭ Ida von Bliesgau (* um 835) | Gebhard von Lothringen (* um 865; † 22. Juni 910) ⚭ Ida von Bliesgau (* um 835)    | Gebhard von Lothringen (* um 865; † 22. Juni 910) ⚭ Ida von Bliesgau (* um 835)             | Gebhard von Lothringen (* um 865; † 22. Juni 910) ⚭ Ida von Bliesgau (* um 835)             |                                       |                                       |
| Udo I.                                |                                                                                 |                                                                                    |                                                                                             |                                                                                             |                                       |                                       |